# クリス・レーヴェ
クリス・レーヴェ（Chris Löwe 、1989年4月16日 - ）は、ドイツ・ザクセン州プラウエン出身の元プロサッカー選手。現役時代のポジションは、ディフェンダー（LSB）。

## 経歴

### ドイツ
ケムニッツFCのユースチームでプレーを始め、2007－08シーズンにトップチームに昇格。2011年にはボルシア・ドルトムントに移籍するが、ポジション争いに敗れ2シーズン後に1.FCカイザースラウテルンに移籍した。

### ハダースフィールド
カイザースラウテルンとの契約満了後、2016年夏にフリーでハダースフィールド・タウンFCに加入。シーズン開幕戦のバーンズリーFC戦で初出場&初ゴール。2017年5月のプレミアリーグ昇格プレーオフ準決勝・シェフィールド・ウェンズデイFC戦ではPK戦の最終キッカーとして成功させた。同じくPK戦までもつれた決勝のレディングFC戦でもPKを成功させクラブ史上初のトップリーグ昇格に貢献した。

### ディナモ・ドレスデン
2019年5月24日、ディナモ・ドレスデンに移籍した。

## タイトル
ドルトムント
- ブンデスリーガ: 2011–12
- DFBポカール: 2011–12

ハダースフィールド
- プレミアリーグ昇格プレーオフ: 2017